# اسبانیر
اسبانیر یا اسپانیر، نام شهری است که در افسانه‌های هزار و یک شب بدان اشاره شده و از آن به عنوان خانهٔ فقیر تاج، یاد شده‌است. اعتقاد بر این است که در عالم واقعیت و زندگی واقعی، اسباتیر را بتوان بر اسبانبار، منطبق دانست. اسبانبار یکی از هفت شهرستان پارسی نشینی بود که در کنار هم شهر تیسفون، پایتخت دولت پارس را تشکیل می‌دادند. ایسبانیر، صورت تحریف شده یا تغییر شکل یافتهٔ نام اسبانبار یا اسپانبار می‌باشد.